# Xylonaeus pungens
Xylonaeus pungens är en skalbaggsart som beskrevs av Heinrich Bickhardt 1916. Xylonaeus pungens ingår i släktet Xylonaeus och familjen stumpbaggar. Inga underarter finns listade i Catalogue of Life.